# Districte municipal de Kėdainiai
El Districte municipal de Kėdainiai (en lituà: Kedainiu rajono savivaldybė) és un dels 60 municipis de Lituània, situat dins del comtat de Kaunas. El centre administratiu del municipi és la ciutat Kėdainiai. El riu Alkupis recorre el districte.

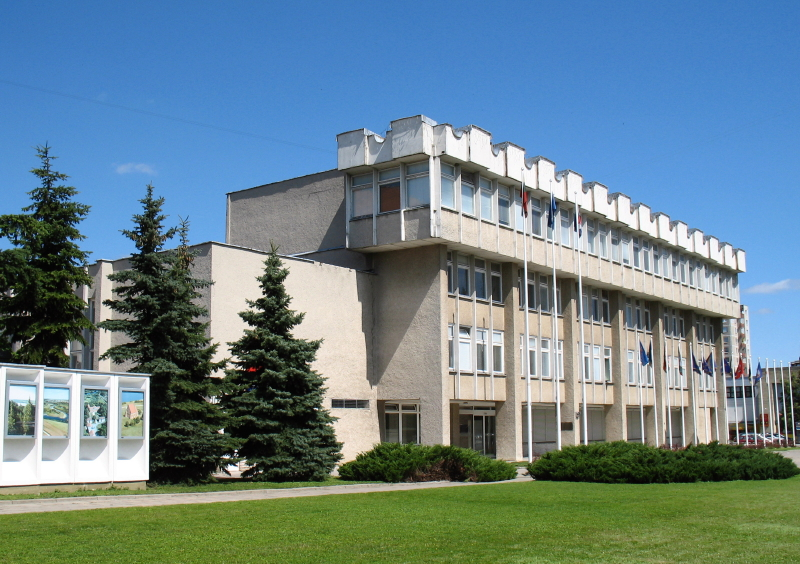
Edifici del districte municipal de Kaunas

## Estructura
- 1 ciutats : Kėdainiai
- 19 pobles : Akademija, Kėdainiai, Dotnuva, Gudžiūnai, Josvainiai, Krakės, Pagiriai, Pernarava, Surviliškis, Šėta y Truskava ;
- 534 viles

## Seniūnijos del districte municipal de Kėdainiai
- Akademijos seniūnija (Akademija)
- Alšėnų seniūnija (Mastaičiai)
- Dotnuvos seniūnija (Dotnuva)
- Gudžiūnų seniūnija (Gudžiūnai)
- Josvainių seniūnija (Josvainiai)

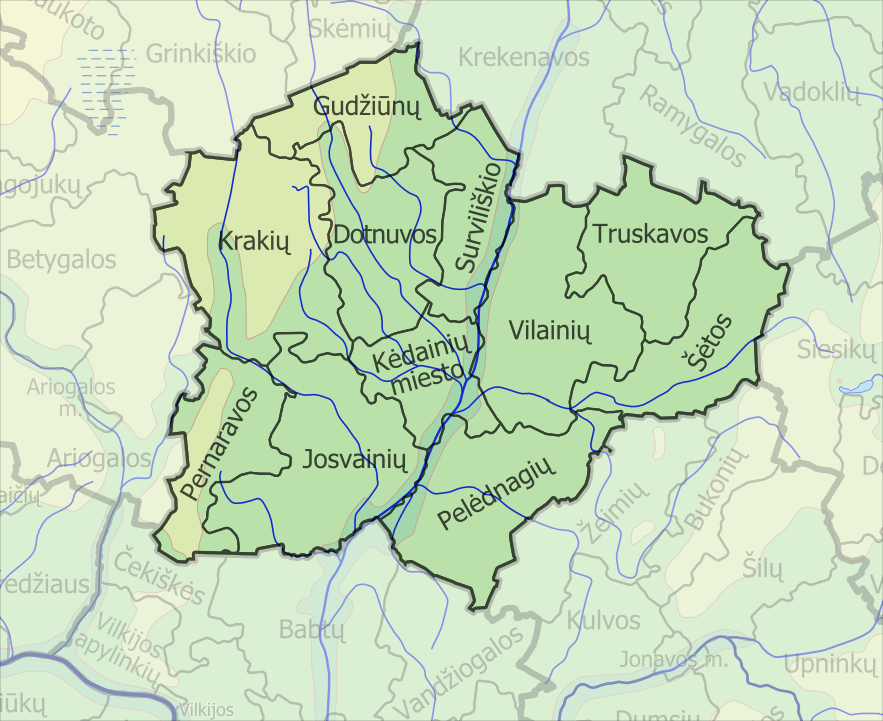
Mapa del districte

- Kėdainių miesto seniūnija (Kėdainiai)
- Krakių seniūnija (Krakės)
- Pelėdnagių seniūnija (Pelėdnagiai)
- Pernaravos seniūnija (Pernarava)
- Surviliškio seniūnija (Surviliškis)
- Šėtos seniūnija (Šėta)
- Truskavos seniūnija (Pavermenys)
- Vilainių seniūnija (Vilainiai)